# Gabriel Podoski
Gabriel Jan Podoski herbu Junosza (ur. 17 marca 1719 w Podosiu, zm. 3 kwietnia 1777 w Marsylii) – arcybiskup gnieźnieński i prymas Polski, konsyliarz Rady Nieustającej od 1776 roku, prepozyt krakowskiej kapituły katedralnej w latach 1754-1767, opat komendatoryjny paradyski, tyniecki i miechowski w 1775 roku, kapelan konwentualny maltański ad honorem (w zakonie po 1745 roku).

## Życiorys
Był synem Mikołaja Podoskiego i Marianny z Rokitnickich. Po nauce w Kolegium Jezuitów w Braniewie, w 1739 rozpoczął wraz z bratem Franciszkiem studia w kolegium pijarów w Rzymie. W 1742 uzyskał niższe święcenia duchowne, został doktorem obojga praw na Akademii Krakowskiej. 28 lipca 1743 przyjął święcenia kapłańskie. Złośliwi utrzymywali, że wtedy odprawił jedyną mszę w swoim życiu podczas prymicji. Prowadził świecki tryb życia, ubierając się po francusku i otaczając kobietami (prawdopodobnie był ateistą).
Był stronnikiem Augusta III (pełnił funkcję kanclerza królewiczów Franciszka Ksawerego i Karola Krystiana). W 1757 został pisarzem wielkim koronnym. W 1759 został referendarzem wielkim koronnym. Był wrogiem Familii i Stanisława Augusta Poniatowskiego. Po prawdopodobnym otruciu przez Rosjan prymasa Władysława Łubieńskiego został w 1767 z poparciem Rosji jego następcą, stając się bezwolnym narzędziem w rękach posła rosyjskiego
Nikołaja Repnina. Ten miał odsłonić prawdziwe zamiary Katarzyny II wobec nowego prymasa: Trzeba, żebyś wkrótce został kardynałem, a potem papieżem, choćby to miało kosztować imperatorową 2 miliony dukatów.
Od 1767 był członkiem loży masońskiej pod Cnotliwym Sarmatą. Był jednym z przywódców konfederacji radomskiej. W 1768 przyczynił się do uchwalenia przez sejm delegacyjny praw kardynalnych, i uczynienia z Rzeczypospolitej formalnego protektoratu rosyjskiego. 24 marca 1768 na Radzie Senatu głosował za wezwaniem wojsk rosyjskich w celu stłumienia konfederacji barskiej. W 1771 wycofał się z życia politycznego, swoje obowiązki państwowe przekazując biskupowi kujawskiemu Antoniemu Ostrowskiemu. Wyjechał z kochanką do Gdańska, a stamtąd do Marsylii, gdzie oboje zmarli w 1777 na skutek zatrucia pokarmowego. Trumnę do czasu pogrzebu złożono w kościele miejscowego opactwa. Szesnaście lat później zabalsamowane zwłoki Gabriela Podoskiego zostały przez rewolucjonistów wrzucone do wody w Starym Porcie.
W 1760 odznaczony Orderem Orła Białego, kawaler rosyjskiego Orderu św. Andrzeja Apostoła Pierwszego Powołania w 1768. W 1768 roku odznaczony rosyjskim Orderem św. Aleksandra Newskiego.